# Serantes (Ferrol)
San Salvador de Serantes és una parròquia del municipi gallec de Ferrol, a la província de la Corunya.
Va ser un municipi independent que comprenia les zones rurals de l'actual terme de Ferrol, entre 1835 i 1940. Entre els seus monuments destaquen l'església parroquial i l'ermita de Chamorro. Al barri d'A Malata s'hi troba un complex esportiu del mateix nom. També hi ha l'Escola Universitària Politècnica, que pertany a la Universitat de la Corunya.
L'any 2015 tenia 1.835 habitants agrupats en 9 entitats de població: Aneiros, Avenida do 19 de Febreiro, Bosque, Catabois, Os Corrás, O Coto, A Malata, Pazos, Serantellos, Viladóniga i Vilasanche.